# Жаналтай, Далелхан
Далелхан Жанымханович Жаналтай (каз. Дәлелхан Жанымханұлы Жаналтай) — казахский общественно-политической деятель, депутат парламента Тайваня, активист казахской диаспоры в Китае и Турции, публицист и полковник  национально-революционной армии.

## Биография
Родился 15 июня 1922 в Китайском Алтае. Окончил религиозное медресе, в 1937 вместе с отцом совершил Хадж в Мекку.
Далелхан Жаналтай прошёл военное обучение и стал офицером Гоминьдановской армии в звании полковника. До этого в первые годы существования Восточно-Туркестанской Революционной республики (1944-1947) исполнял обязанности представителя краевого курултая в регионе.
В 1947 порвал связи с ВТРР и стал советником в армии Гоминьдана в Урумчи. Когда в 1949 в регион вошла армия Китайских коммунистов, он участвовал в военных действиях против них вместе с Оспан-батыром.
В 1951 вместе с соплеменниками перешёл в Индию, где жил до 1959. Далелхан Жаналтай оказал поддержку более чем 30 казахским детям беженцам из Турции, организовав их обучение на Тайване, а также помогал соотечественникам в Индии, Пакистане, Афганистане и Иране. В 1969 переехал в Турцию, где в Стамбуле руководил строительством казахского поселка, открытием мечети и медресе, и созданием общества беженцев. В 1961 отправился на Тайвань, где участвовал в президентских выборах под руководством правительства Чан Кайши и до 1992 был депутатом парламента.
В 1992 участвовал во всемирном курултае казахов и был избран членом Всемирной ассоциаций казахов.
Скончался 15 января 2012 в Стамбуле.

## Мемуары
Автор мемуарной книги «Килы заман — қиын күндер» (Алматы, 2000).